# Bajantesz járás
Bajantesz járás (mongol nyelven: Баянтэс сум) Mongólia Dzavhan tartományának egyik járása. Területe 4300 km². Népessége kb. 3024 fő.
A tartomány legészakibb járása, északon Oroszországgal határos. Székhelye Altaj (Алтай), mely 254 km-re északnyugatra fekszik Uliasztaj tartományi székhelytől.